# Lancelot Turpin de Crissé
Pour les articles homonymes, voir Turpin de Crissé.
Lancelot Turpin, comte de Crissé et de Sanzay, est un militaire et écrivain français, né à Saint-Germain-le-Gaillard le 6 août 1716 et mort à Vienne (Autriche) le 9 août 1793.

## Biographie

### Famille
Fils de Lancelot Turpin de Crissé, comte de Sanzay (19 mai 1669-19 août 1720), colonel du régiment d'infanterie de Sanzay, aide de camp du duc de Bourgogne, brigadier des armées du Roi en 1704, et de Marie-Claude-Geneviève Cherière d'Égligny (1682-28 juillet 1731), il naquit au château d'Érouville à Saint-Germain-le-Gaillard le 5 août 1716 et fut baptisé le 6.
Entré dans l’armée très jeune, il devient capitaine en 1734 d’une compagnie, puis, dix ans plus tard, devint commandant d'un régiment de hussards à son nom, le régiment de Turpin Houzards.

### L'appel de la religion
Il traversa alors une longue période mystique qui le fit se retirer à l’Abbaye de la Trappe pour y faire pénitence, mais, effaré par l'austérité et la sévérité qui régnaient dans cette abbaye, il réintégra son corps d'armée en tant que  colonel.

### Carrière militaire
Il participa lors de la guerre de 1745 à 1748 au siège de Philipsburg et aux batailles de Fontenoy, Rocourt, Lawfeld et Maestricht. Il fut nommé le 10 mai 1748 brigadier de cavalerie et épousa un an plus tard Louise-Marie de Lezay-Lusignan puis en 1759 Constance de Lowendal, la fille du maréchal. Il profitait de ses loisirs pour perfectionner ses connaissances sur l’art de la guerre et se serait inscrit à la loge des « Neuf Sœurs ».
La campagne d'Allemagne (1757 et 1761) le rappela sous les drapeaux : il fit un raid célèbre s'avançant jusqu'aux portes de Leipzig. Il fut nommé inspecteur général de la cavalerie le 15 mars 1758, maréchal de camp le 21 février 1761, commandeur de l’ordre de Saint-Louis le 9 décembre 1771 et le 24 juillet 1773, inspecteur des troupes dans l'intérieur. Il participa à la campagne de Corse (1779-1783).
Quarante ans de services et dix-sept campagnes lui valurent le grade de lieutenant général le 1er mars 1780 et il obtint le 7 octobre 1781 le commandement du fort de Scarpe, à Douai. Il reçut le 25 août 1787 la Grand-croix de l'ordre de Saint-Louis.
Il émigra à Turin en novembre 1790 puis à Nyon en juin 1791; il fut chargé de rassembler les émigrés dans la région de Heidelberg en août de la même année. Il fit la campagne de 1792 dans l'armée de Condé, où il commanda la cavalerie de l'aile droite. Il se réfugia à Vienne chez le prince Esterhazy chez lequel il mourut le 9 août 1793.

## Œuvres
Il fut l’auteur de plusieurs ouvrages :
- Amusements philosophiques et littéraires de deux amis, paru en 1754, qu’il publia avec Jean Castilhon. Il fit précéder ce livre d’une lettre à Jean-Jacques Rousseau, dans laquelle il lui conseillait de se mettre en garde contre sa misanthropie. Il lui répondit en lui disant : « Votre recueil n’est pas assez mauvais pour pouvoir vous rebuter du travail, ni assez bon pour vous ôter l’espoir d’en faire un meilleur » Texte en ligne

- Essai sur l’art de la guerre, Paris, 1754, 2 vol, grand in-4°, avec 25 planches (traduit en allemand en 1757, en russe en 1758-1759 et en anglais en 1761). Il est divisé en cinq livres : le premier embrasse toutes les opérations d’une campagne, à l’exception des sièges, Le deuxième traite de l’attaque, le troisième des cantonnements, le quatrième des précautions à prendre pour attaquer l’ennemi dans ses cantonnements et le cinquième de la petite guerre et de l’utilité des troupes légères. Tous les principes avancés par l’auteur sont appuyés d’exemples tirés de la vie des plus habiles capitaines anciens et modernes. Texte en ligne : tome 1, tome 2

- Commentaires sur les Mémoires de Montécuculi, Paris, 1769, 3 vol. in-4°, fig[2]; Amsterdam, 1770, 3 vol. petit in-8°, fig. Les Mémoires de Montécuculi sont divisés en trois livres. Dans les deux premiers, il a renfermé tous les principes militaires, en commençant par les éléments les plus simples, et s’élevant par degrés jusqu’aux idées les plus sublimes. Le troisième contient ses Réflexions sur les guerres de Hongrie, depuis 1660 jusqu’en 1664, où Raimondo Montecuccoli gagna sur les Turcs la mémorable bataille de Saint-Gothard. Lancelot Turpin de Crissé s’est borné le plus souvent à expliquer son auteur ; mais quoique pénétré de respect pour les talents de ce grand général, il ne se croit pas obligé d’être toujours de son avis, et il le réfute dans ce qu’il avance d’inexact ou d’erroné. Texte en ligne: tome 1, tome 2, tome 3

- Commentaire sur les Institutions de Végèce, Montargis, 1779, 3 vol grand in-4°, avec 20 pl. L’ouvrage de Végèce est divisé en cinq livres ; mais il ne donne que les trois premiers car le quatrième avait pour objet des anciens système de fortification et le cinquième la marine sur laquelle il avoue de ne pas avoir les connaissances nécessaires. Il entre dans de grands détails sur toutes les parties de l’art de la guerre : il signale les abus qui résultaient de la vénalité des charges, du système de recrutement, du mode adopté pour l’avancement, de la mauvaise administration des hôpitaux, etc. ; les changements à faire dans l’habillement du soldat, dans son armure, dans sa nourriture. Plusieurs idées qui lui appartiennent ont été adoptées depuis sans qu’on ait songé à lui en faire honneur. Texte en ligne

- Commentaires de César, avec notes historiques, critiques et militaires, Montargis, 1785, 3 vol. in-8°, grand format avec 43 planches ; Amsterdam, 1787, 3 vol in-8°. Le texte adopté est celui de l’édition de Londres, 1712, in-fol., publiée par Clarke avec la traduction française de Noël-François de Wailly, mais corrigée par lui toutes les fois qu’il l’a jugée défectueuse. Les notes sont également savantes et instructives.

## Descendance

armes Turpin de Crissé

Il épousa en premières noces le 17 février 1749 Louise-Marie de Lezay-Lusignan, (1729 - 25 janvier 1755 à Paris); dont il eut deux fils :
1. Louis Alexandre Lancelot Turpin de Crissé (20 septembre 1752 à Matour/Saône-et-Loire)
2. Henri-Roland-Lancelot-Joseph Turpin de Crissé (19 mai 1754 à Paris - avant 1800 à Philadelphie), colonel qui épousa le 16 janvier 1775 Émilie-Sophie de Montullé (8 mai 1756 - 13 mai 1816).

Il épousa en secondes noces le 21 mars 1759 Élisabeth-Marie-Constance-Bénédicte-Sophie de Lowendal (8 février 1740 à Revel - 18 octobre 1785 à Paris); dont il eut 4 autres enfants :
1. Marie-Augustine-Constance Turpin de Crissé (23 janvier 1763 - 21 février 1766).
2. Lancelot-Henri-Benoit-Joseph comte Turpin de Crissé (8 mai 1764 -), seigneur d'Egligny, major en second au régiment de Forez-infanterie, lieutenant-colonel du génie, émigra au service de la Prusse en 1793.
3. Angélique-Rose-Madeleine-Adélaïde Turpin de Crissé (5 mai 1765 à Paris - 28 décembre 1835 à Paris). Elle épouse le 4 octobre 1784 à Cambrai François-Marie-Joseph de Carondelet-Potelles (8 avril 1759 à Villereau - 27 avril 1807 à Paris), capitaine au régiment d'Auxerrois.
4. Lancelot-Maurice Turpin de Crissé (25 juin 1766 -), reçu chevalier de Malte le 4 juillet 1770 et cadet-gentilhomme à l'École Royale Militaire le 8 décembre 1779.